# Laser scanner
I sensori laser scanner (anche detti laser 3D) sono strumenti che consentono il rilevamento di modelli tridimensionali di oggetti a scale e risoluzioni differenti.
Per meglio capire il loro funzionamento occorre innanzitutto soffermarsi sul significato della parola laser e come è possibile utilizzare un laser per effettuare delle misure.

## Il laser
Dal punto di vista applicativo il laser è un'apparecchiatura che trasforma energia da una forma primaria (elettrica, ottica, chimica, termica o nucleare) in un fascio monocromatico e coerente di radiazioni elettromagnetiche di intensità elevata: la luce laser.
La scoperta fondamentale che ha permesso l'emissione della luce laser è dovuta ad A. Einstein nel 1917. Il termine "L.A.S.E.R." è, infatti, acronimo di: "Light Amplification by Stimulated Emission of Radiation" (amplificazione della luce da emissione stimolata di radiazione).

## I generatori di luce laser
Per giungere alla realizzazione pratica dello strumento furono necessari alcuni decenni dal momento della scoperta fondamentale del fenomeno di Amplificazione della luce da emissione stimolata di radiazione (LASER).
Furono i fisici statunitensi Arthur Schawlow e Charles Hard Townes a brevettare, nel 1958, il primo dispositivo laser anche se a reclamare la paternità della scoperta fu il loro connazionale Gordon Gould. Il primo fascio di luce laser fu osservato due anni dopo, nel 1960 dal fisico Theodore Maiman (ricercatore presso i laboratori Huyghens-California) in un cristallo di rubino. Nello stesso periodo il fisico statunitense, di origine iraniana, Ali Javan costruì il primo laser a elio-neon.
Il laser, dal punto di vista fisico, non è altro che una radiazione elettromagnetica, ovvero un'onda luminosa, avente le seguenti caratteristiche:
- monocromaticità: deve essere composta da una sola frequenza di luce, non come la luce di una torcia che pur sembrando bianca (o colorata a seconda della lampadina utilizzata) è composta da molte frequenze di luce appartenenti allo spettro visibile all'occhio umano.
- coerenza spaziale o unidirezionalità: deve essere composta da un'onda che non viene irradiata in tutte le direzioni come quella delle sorgenti di tipo tradizionale, ma si propaga a grande distanza e con estrema direzionalità.
- coerenza temporale: deve essere costituita da onde della stessa frequenza e della stessa fase che si sommano l'una all'altra originando un treno di luce che può essere spinto ad elevata intensità e ad elevata potenza.

Naturalmente una radiazione luminosa può avere una lunghezza d'onda differente. Nel caso del laser la radiazione può essere ultravioletta (avere cioè una lunghezza d'onda compresa tra i 200 e 400 nm), visibile (tra i 400 e i 700 nm) o infrarossa (tra i 700 e i 3000 nm).

## I rischi biologici legati all'uso dei laser
I rischi connessi all'uso del laser sono sia quelli relativi alle caratteristiche intrinseche del fascio, sia quelli derivanti dalle apparecchiature che permettono di creare e mantenere questo tipo di radiazione. L'interazione diretta con il fascio interessa in modo particolare occhi e pelle.
Le varie tipologie di laser sono identificate in classi diverse, dalla normativa internazionale CEI EN 60825, a seconda della pericolosità del fascio.

## I distanziometri laser: principi di funzionamento

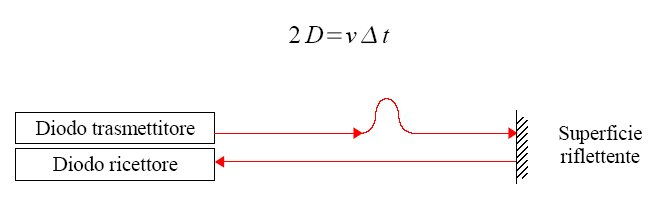
Distanziometro ad impulsi, principio di funzionamento

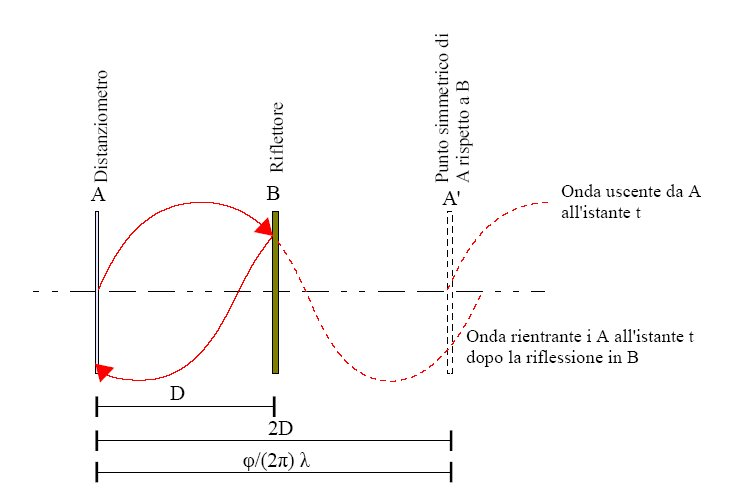
Distanziometro a misura di fase, principio di funzionamento

I distanziometri ad onde oggi presenti sul mercato possono essere classificati in due grandi categorie:
- strumenti che prevedono la misura di tempi trascorsi tra due impulsi o tra due treni d'onda (distanziometri ad impulsi);
- strumenti che prevedono la misura dello sfasamento tra l'onda emessa e quella ricevuta (distanziometri a misura di fase).

A seconda dello strumento utilizzato si ottengono precisioni e distanze massime misurabili (portata) differenti.
Gli strumenti laser scanner oggi sul mercato utilizzano in genere distanziometri laser che misurano il tempo di volo del segnale, ovvero distanziometri ad impulsi.
La precisione ottenibile con uno strumento a tempo di volo che utilizza un laser di classe 1 è al massimo di 4 ÷ 6 mm a circa 100 m, valore che decresce in modo non significativo all'aumentare della distanza.
La distanza massima misurabile oggi è di circa 800 ÷ 1000 m nel caso dei distanziometri ad impulsi che non necessitano di prisma riflettente. Questa distanza cresce notevolmente se si utilizzano prismi riflettenti. Questa situazione però non si verifica mai nel caso dei sensori laser scanner in quanto questi sono concepiti per una digitalizzazione di oggetti e non per la misurazione delle coordinate di un solo punto ben materializzato (ad esempio da un prisma).

## I sensori laser scanner

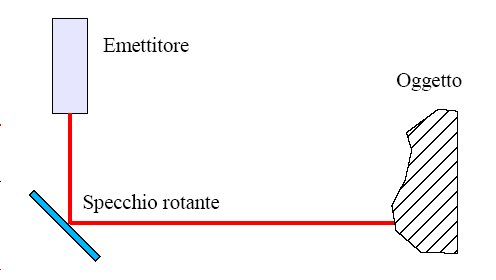
Laser scanner distanziometrici, principio di funzionamento

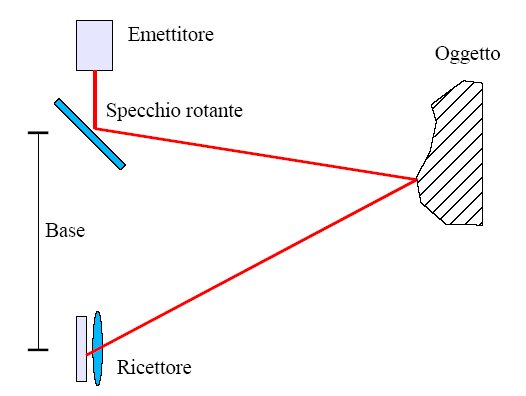
Laser scanner triangolatori, principio di funzionamento

I distanziometri laser oggi presenti sul mercato del rilevamento sono sempre più precisi ed affidabili e possono misurare la posizione di punti ad elevata velocità. L'unione di un distanziometro con queste caratteristiche ad un insieme di apparati meccanici di alta precisione ha reso possibile la realizzazione dei sensori laser scanner. La meccanica dello strumento permette di materializzare una direzione di acquisizione mentre il distanziometro laser acquisisce una distanza lungo la direzione stessa. Il risultato dell'acquisizione è un insieme di punti sparsi nello spazio in modo più o meno regolare che comunemente viene chiamata nuvola di punti.
I laser scanner oggi presenti sul mercato sono molti ed ognuno di essi presenta caratteristiche differenti nel principio di acquisizione, nella precisione ottenibile, nella portata e nella velocità di acquisizione. Nonostante le molteplici differenze tra di essi è possibile classificare i sensori laser in alcuni gruppi principali. 
La prima classificazione che è possibile effettuare è quella che distingue gli strumenti a seconda del principio di acquisizione che utilizzano: 
- Laser scanner distanziometrici
- Laser scanner triangolatori.

I laser scanner possono anche essere classificati a seconda di altre caratteristiche che sono:
- Posizionamento del sensore laser.

Possono essere distinti due tipi di laser differenti: laser statici e laser mobili. 
Gli strumenti statici sono quelli generalmente impiegati nelle linee di controllo meccanico, per il monitoraggio di movimenti e deformazioni o per il rilevamento di alta precisione. In genere hanno una posizione fissa nel tempo e acquisiscono sempre una stessa scena.
I laser scanner mobili, o trasportabili, sono quelli più utilizzati nel campo del rilevamento topografico. Si tratta di strumenti di dimensioni ridotte che sono posizionati su treppiedi e permettono di inquadrare la zona desiderata.

## Caratteristiche dei sensori laser
Si possono distinguere strumenti a piccola portata (< 1 m, in genere laser triangolatori con precisioni sub-millimetriche), strumenti a media portata (1 m ÷ 50 m, distanziometrici o triangolatori con precisioni da 0.2 a 6 mm) e strumenti a lunga portata (50 m ÷ 6000 m, distanziometrici con precisioni da 5 mm a 2 cm).
Naturalmente non bisogna dimenticare che la portata di un laser è funzione del tipo di materiale colpito dal raggio e, in particolar modo, dalla riflettività del materiale alla lunghezza d'onda del laser. Maggiore è infatti la riflettività, maggiore sarà la portata ottenibile, mentre minore è la riflettività (e quindi maggiore la parte di energia assorbita), minore sarà la portata. Questo avviene semplicemente perché il raggio riflesso dalla superficie si propaga nell'atmosfera che non è altro che un corpo trasparente. Come tale ha la proprietà di assorbire, trasmettere e riflettere una qualsiasi radiazione elettromagnetica. Nonostante nei limiti di operabilità dei laser l'effetto di attenuazione del segnale laser sia abbastanza ridotto è facilmente dimostrabile da prove empiriche come l'effetto di attenuazione aumenti all'aumentare della distanza che si vuole rilevare. 
Se la parte di raggio riflesso da una superficie è particolarmente debole questa si disperde velocemente nell'ambiente per cui la distanza massima rilevabile in questo caso diminuisce.
Finora sono state messe in evidenza le caratteristiche di precisione, portata e velocità nell'acquisizione per le differenti tipologie dei sensori laser.
Esistono però numerosi altri aspetti che devono essere considerati per stabilire la qualità di uno strumento laser scanner per il rilevamento di un particolare oggetto. 
In particolare bisogna considerare:
- velocità di acquisizione;
- risoluzione di scansione e divergenza del raggio laser;
- portata nominale ed effettiva;
- campo di misura;
- acquisizione dell'intensità di segnale riflesso ricevuto (riflettività);
- riconoscimento automatico di segnali;
- acquisizione RGB (interna o attraverso apparecchi esterni);
- autonomia operativa dello strumento;
- maneggevolezza;
- facilità d'uso e presenza di software di acquisizione e di gestione dei dati.

## Il trattamento dei dati laser scanner
L'interesse di chi utilizza un sensore laser scanner è quello di ottenere uno o più prodotti del rilevamento che gli consentano di estrarre, nel modo più agevole possibile, una serie di informazioni riguardanti l'oggetto che è stato rilevato.
Le nuvole di punti acquisite con i sensori laser sono in grado, per loro natura, di rispondere a questo tipo di esigenza solo parzialmente. Si tratta infatti di dati di tipo discreto e quindi difficilmente interpretabili. Per questi motivi, al fine di ottenere uno o più prodotti in grado di rispondere alle esigenze dell'utilizzatore, si rende necessario elaborare correttamente i dati acquisiti.
A seconda del tipo di prodotto che si vuole ottenere dovranno essere attuate particolari procedure di trattamento ed elaborazione che, esattamente come nel caso delle acquisizioni, dovranno essere progettate a priori e controllate durante l'utilizzo.
Il progetto delle fasi di elaborazione del dato laser è di fondamentale importanza in quanto è proprio da questo insieme di operazioni che si ottiene il prodotto finale. Effettuare il trattamento dei dati in modo sbagliato è la causa principale dell'ottenimento di un prodotto non congruo rispetto a quello prospettato. Un progetto di trattamento dei dati laser correttamente ideato permette invece da un lato di ottenere un prodotto finale di qualità, dall'altro di controllare operazione per operazione ciò che si sta producendo.
Con il termine di trattamento dei dati laser scanner si intende l'insieme delle operazioni che consente di ottenere, a partire da una o più nuvole di punti acquisite, un prodotto finale che possa essere utile ad un utente per l'estrazione di informazioni di interesse (modello 3D a colori, Immagine solida, ortofoto di precisione,...). Questo insieme di operazioni può, per semplicità, essere rappresentato da due fasi ben distinte:
- Trattamento dei dati laser;
- Creazione di un prodotto finale.

## Trattamento dei dati laser
Con il termine trattamento preliminare del dato laser si intendono tutte le operazioni che vengono effettuate direttamente sulla nuvola di punti per la creazione di un modello 3D completo e corretto dell'oggetto. Al termine di questo insieme di operazioni il modello ottenuto è ancora sotto forma di punti sparsi ma privo di errori di acquisizione ed espresso in un unico sistema di riferimento scelto a piacere.
Le operazioni tipiche del trattamento preliminare dei dati laser sono:
- Ricerca di punti presegnalizzati all'interno della scansione laser (marker o entità geometriche di vario tipo, ad esempio sfere di dimensione nota);
- Filtratura della nuvola di punti per l'eliminazione degli errori di acquisizione (outliers e gross errors) e del rumore presenti;
- Eliminazione dei punti non contestualmente legati all'oggetto (ad es. punti di sfondo o di primo piano);
- Allineamento automatico di modelli tridimensionali adiacenti;
- Georeferenziazione delle nuvole di punti in un sistema di riferimento esterno noto a priori;
- Triangolazione laser a modelli indipendenti delle nuvole di punti (per un corretto allineamento di una serie di scansioni adiacenti);
- Colorazione della nuvola di punti per mezzo delle immagini digitali acquisite durante le operazioni di rilievo.

Il risultato che si ottiene dall'insieme delle operazioni elencate è una nuvola di punti complessa e completa dell'oggetto che rappresenta il corretto punto di partenza per la creazione di qualsiasi prodotto rivolto all'utilizzatore finale dei dati.

## Creazione del prodotto finale
Dopo aver effettuato l'insieme delle operazioni di trattamento preliminare è possibile procedere alla creazione del prodotto finale vero e proprio. I prodotti oggi ottenibili utilizzando la tecnologia laser possono essere di vario tipo. 
In particolare è possibile distinguere due famiglie di prodotti sostanzialmente differenti:
- prodotti che è possibile ottenere utilizzando la sola tecnologia laser (modello tridimensionale a superfici, curve di livello[1], sezioni, modelli di esposizione,...)
- prodotti ottenibili dall'integrazione della tecnologia laser scanner con le classiche tecniche di fotogrammetria digitale[2] (ortofoto di precisione, Immagine solida, modello 3D a colori, navigazioni virtuali...).

## Integrazione con dati fotogrammetrici
I sensori laser scanner sono strumenti in grado di fornire modelli digitali di qualsiasi oggetto sotto forma di una nuvola di punti molto densa. Un modello a punti non è però facilmente comprensibile e spesso non è facile estrarvi informazioni utili.
Affinché il modello sia più semplicemente comprensibile è usuale effettuare la modellazione tridimensionale, che consiste nel trasformare, attraverso opportune metodologie, l'insieme di punti in una o più superfici.
Quando si ha a disposizione un modello a superfici dell'oggetto è possibile, attraverso l'utilizzo di appositi software, estrarre informazioni di volume, sezioni, ecc…
Rispetto all'oggetto reale però un modello descrittivo così ottenuto è ancora privo di tutta l'informazione radiometrica che è propria degli oggetti naturali e/o artificiali. 
La possibilità di disporre anche dell'informazione radiometrica agevola ulteriormente l'interpretazione dell'oggetto in quanto permette di ottenere modelli digitali tridimensionali perfettamente rispondenti a quello reale, modelli che in letteratura informatica sono chiamati di realtà virtuale.
Per questo motivo i costruttori di laser scanner e molti ricercatori hanno cercato, negli ultimi anni, di integrare l'informazione tridimensionale geometrica acquisita con i sensori laser scanner con l'informazione radiometrica reale degli oggetti. Le soluzioni ottenute sono diverse ed oggi, molti degli strumenti laser presenti nel mercato del rilevamento, permettono di acquisire, oltre all'informazione geometrica ed ai valori di riflettività valutati per mezzo della radiazione laser anche l'informazione radiometrica. I modelli ottenuti sono quindi nuvole di punti tridimensionali di tipo denso colorate.

## Metodi per l'integrazione fisica dei dati
Oggi è possibile integrare i dati laser scanner con le informazioni radiometriche dell'oggetto in diverse maniere.
Le più semplici soluzioni oggi proposte sono principalmente due:
- Utilizzare una fotocamera rigidamente connessa al laser scanner attraverso un sostegno calibrato;
- Utilizzare un sensore radiometrico interno al laser coassiale al raggio laser stesso.

Queste due tipologie di integrazione si distinguono sostanzialmente per alcuni motivi. Utilizzare una fotocamera esterna connessa allo scanner ha il vantaggio di permettere all'utente di scegliere la risoluzione dell'immagine e l'obiettivo più adatto alle proprie esigenze ed inoltre permette di ottenere una serie di prodotti di integrazione che si basano sull'utilizzo delle immagini digitali. Un esempio di integrazione sono l'immagine solida e l'ortofoto di precisione. Inoltre una fotocamera esterna può essere sostituita semplicemente con una più recente in caso di necessità. È sufficiente effettuare la calibrazione dell'apparecchio prima del suo utilizzo. 
Il numero di immagini da realizzare e la loro acquisizione viene effettuata direttamente attraverso il software di gestione dello strumento.
Per quanto riguarda i sensori interni integrati si possono distinguere due tipologie di sensori differenti:
- Laser con fotocamera interna integrata. Si tratta in genere di sensori a risoluzione fissata e con obiettivo di focale fissa, stabiliti dalla casa costruttrice in funzione della risoluzione del laser. Il numero di immagini digitali acquisite è funzione della dimensione della scena rilevata ed avviene in genere in modo automatico. La scelta del numero di immagini necessarie è demandata al software di gestione dello strumento;
- Laser con sensore a singolo spot coassiale con il raggio laser. Si tratta di strumenti dotati di un sensore radiometrico coassiale al raggio laser che, per ogni punto acquisito, misura anche il relativo tono radiometrico.

I sensori interni integrati sono in genere più difficilmente aggiornabili rispetto ad un apparecchio esterno, presentano però il vantaggio di poter effettuare il rilevamento con un solo strumento senza la necessità di trasportare fino al luogo del rilievo più strumenti e diversi cavi o dispositivi di connessione.
Nel caso dei sensori interni integrati a misurazione spot un ulteriore svantaggio è dovuto alla bassa risoluzione dell'immagine ottenuta. Essendo inoltre l'acquisizione laser, e quindi quella radiometrica, molto lenta, questo tipo di immagine è soggetta a cambiamenti di esposizione alla luce evidenti da un punto acquisito ad un altro.

## Il principio dell'integrazione
Si trascurano in questa trattazione i laser scanner con sensore integrato di tipo spot coassiali al raggio laser in quanto per questo tipo di sensore è semplicemente acquisito un tono radiometrico per ogni punto geometrico.
In tutti gli altri strumenti l'informazione radiometrica viene rilevata attraverso l'acquisizione di una immagine di una certa dimensione (sia nel caso di sensore interno che nel caso di fotocamera esterna infatti si hanno un sensore collegato ad un obiettivo fotografico stabilito), realizzata utilizzando un obiettivo avente una determinata focale. 
L'intento dell'integrazione è quello di associare ad ogni entità geometrica acquisita (punto) il proprio colore. 
Per poter associare ad ogni punto il proprio colore è necessario per prima cosa conoscere le relazioni geometriche in base alle quali si sono formate le immagini.
Una immagine può essere considerata con buona approssimazione come una prospettiva centrale dell'oggetto fotografato. La relazione fra le coordinate di un punto sull'immagine e le corrispondenti coordinate oggetto del punto rappresentato può essere espressa attraverso le equazioni di collinearità che devono essere corrette per tenere conto degli inevitabili errori indotti dall'obiettivo e dalla camera fotografica.
Note le coordinate XYZ del punto acquisito (nel sistema laser scanner) e noti i parametri di orientamento esterni ed interni dell'immagine è possibile calcolare le corrispondenti coordinate immagine del punto e di conseguenza il tono radiometrico relativo al punto. Ripetendo l'operazione di prospettivizzazione per ogni punto del modello si ottiene come risultato finale un modello 3D a punti colorato

## L'immagine solida
Uno degli argomenti che maggiormente ha suscitato e continua a suscitare interesse da parte dei ricercatori e dei produttori di strumenti laser scanner, è l'integrazione della tecnologia laser scanner con altri tipi di informazione. Tra tutte le possibili integrazioni quella dell'informazione radiometrica derivante da immagini digitali ad elevata definizione è quella che suscita maggior interesse. Questo tipo di completamento di dati permette infatti di colorare la nuvola di punti con i colori reali dell'oggetto. I modelli ottenuti sono molto simili a quelli di realtà virtuale e rendono possibile la creazione di modelli tridimensionali e di visualizzazioni digitali prima d'ora impensabili.
Colorare la scansione laser non è però l'unica scelta possibile.
Innanzitutto è necessario effettuare alcune considerazioni sul ruolo dei sensori laser e delle tecniche di fotogrammetria nel rilevamento di oggetti in genere e come queste due tecniche trovino modo di integrarsi.
Effettuare un rilevamento di un oggetto significa descrivere la forma dell'oggetto stesso rispettandone dimensioni e proporzioni. Per descrivere un oggetto in genere sono restituite (o disegnate) le parti che caratterizzano l'oggetto stesso e che possono essere di tipo geometrico (ad esempio spigoli, angoli, cambi di pendenza) o radiometrico (ad esempio il passaggio, su una superficie piana, da un materiale ad un altro). 
La fotogrammetria, la topografia e le tecniche di rilevamento in genere cercano proprio di descrivere gli oggetti secondo questa ottica, attraverso cioè l'individuazione e la successiva restituzione delle linee di discontinuità.
Il laser scanner, per le sue caratteristiche di acquisizione, non rispecchia invece questo tipo di esigenza. La possibilità offerta dai laser scanner è infatti quella di poter creare una copia dell'oggetto in scala sotto forma di nuvola di punti, quella che in genere è chiamata DDSM (Dense Digital Surface Model). I punti acquisiti non coincidono però mai con le linee di discontinuità dell'oggetto in quanto l'acquisizione avviene in modo casuale. In genere quasi nessun punto acquisito colpisce perfettamente i bordi geometrici o radiometrici dell'oggetto.
Da questa semplice ma fondamentale considerazione si capisce come in realtà i laser scanner siano uno strumento che si rivolge al mercato del rilevamento fornendo un'informazione assolutamente nuova rispetto a quelle fornite dalle tecniche di fotogrammetria e topografia e che non si trova in alcun modo in concorrenza con esse.
Valutando la diversità di prodotto fornito è quindi facilmente comprensibile come la massima produttività possibile la si ottiene attraverso un'integrazione ragionata delle due tecniche di rilevamento.
La più semplice di queste integrazioni è quella di unire i dati radiometrici della fotogrammetria a quelli geometrici acquisiti dal sensore laser, ovvero colorare la nuvola di punti utilizzando delle immagini digitali.
Le immagini digitali ad alta definizione sono però, allo stato attuale, molto più ricche di informazioni rispetto alle scansioni laser (in termini di punti acquisiti a parità di distanza di presa e di campo di acquisizione). Colorare una nuvola di punti significa quindi in qualche modo perdere parte delle informazioni acquisite per via fotografica. Come se non bastasse le informazioni perse sono proprio quelle che, in fotogrammetria, sono utilizzate per la definizione delle linee di discontinuità.
Una soluzione alternativa è quella di cercare di preservare la qualità dell'immagine digitale ed integrare le due tecniche secondo principi differenti. È proprio in questa ottica che è stata sviluppata l'immagine solida. Si tratta di un nuovo prodotto di integrazione che mantiene completamente intatte le caratteristiche geometriche e radiometriche dell'immagine digitale permettendo però la gestione contemporanea di tutte le informazioni tridimensionali geometriche acquisite con i sensori laser scanner.